# Menophra interrupta
Menophra interrupta là một loài bướm đêm trong họ Geometridae.